# Data
|  | Aquest article tracta sobre l'obra d'Euclides. Vegeu-ne altres significats a «Data (desambiguació)». |

Les Data (Δεδομένα) és en realitat una obra menor d'Euclides que complementa els Elements, en el sentit que, d'una banda, s'hi proven teoremes relativament febles, i, de l'altra, a les demostracions hi utilitza proposicions dels Elements. L'objectiu principal de les Data és el de provar algunes implicacions geomètriques per tal de facilitar el treball a matemàtics del tipus de, si ens són donades dues magnituds, podem dir que també ens ha estat donada la proporció entre aquestes. Així, l'enfocament de l'obra és el d'analitzar, donades unes premisses, quines altres podem afirmar que ens són immediatament donades? En aquest sentit es diu que l'obra se centra en l'anàlisi descuidant la síntesi, volent dir que se centra a treballar amb les hipòtesis sense assolir els teoremes més constructius que sí que demostrava als Elements. D'alguna manera, és un intent de formalitzar totes aquelles implicacions trivials que avui dia utilitzem amb més o menys lleugeresa per tal de justificar-les i simplificar així les coses. Seguint la mateixa línia formal que caracteritza Euclides, l'obra s'estructura de manera que, després de donar el seguit de definicions que utilitzarà, en total quinze, comença a provar els noranta-quatre teoremes que constitueixen l'obra, basant-se, únicament, en les definicions i els teoremes ja demostrats o, com ja havíem dit, dels Elements. Així, en un augment gradual de la complexitat, els teoremes comencen centrant-se en les magnituds i proporcions, seguides de l'anàlisi dels angles i les figures planes, per acabar amb els cercles.

## Traduccions
L'obra ens ha arribat per traduccions al llatí o àrab, tot i que resulta força significatiu el fet que solia ser traduïda de la mà dels Elements. Un exemple d'això n'és la traducció al llatí de Gerard de Cremona (1114-1187), a Toledo, que va traduir nombroses obres matemàtiques del grec i àrab. Per altra banda, se n'ha conservat també una versió grega del segle X descoberta per Peyrard, i existeixen múltiples referències d'altres autors, com ara la detallada descripció que en fa Pappos al llibre VII d'El tresor de l'anàlisi, obra molt relacionada amb els primers quatre llibres dels Elements.

## Euclides
De la seva vida no se'n sap gran cosa, tret del fet que va viure a Alexandria, ciutat situada al nord d'Egipte, durant el regnat de Ptolemeu I. Alguns autors àrabs afirmen que era fill de Naucrates. Es tenen tres hipòtesis sobre el matemàtic:
- Fou un personatge matemàtic històric que va escriure els Elements i d'altres obres atribuïdes a ell.

- Fou un líder d'un equip de matemàtics que treballava a Alexandria, els quals van contribuir a escriure les obres completes d'Euclides, fins i tot firmant els llibres amb el nom d'Euclides després de la mort d'aquest.

- Les obres completes d'Euclides van ser escrites per un equip de matemàtics d'Alexandria, els quals van prendre el nom Euclides del personatge històric Euclides de Megara, que havia viscut un segle abans.

## ElsElements[3]
Són l'obra més important d'Euclides d'Alexandria. Hem de remarcar la rellevància que ha tingut aquest treball a la matemàtica, la ciència i també a la humanitat, ja que és, després de la Bíblia, el llibre amb més edicions. Així doncs, no es podia obviar, més encara per la seva estretíssima relació amb les Data. Els Elements són el primer vestigi del mètode de la construcció axiomàtica. Estan formats per un conjunt de tretze llibres, dels quals no tots se centren en el seu estudi. A grans trets es divideixen en tres blocs. Un primer per a la geometria, un altre per a l'àlgebra i el darrer per a l'aritmètica. La raó per la qual en l'estudi de les Data ens interessem pels Elements és perquè el primer és fruit del segon. És a dir, les Data eren usades pels matemàtics grecs per tal de facilitar el procediment d'anàlisi per a la solució dels problemes geomètrics. Val a dir que abans d'enfrontar-se a un problema geomètric, el matemàtic ha de tenir un bon coneixement dels Elements.

### Axiomes de la Geometria Euclidiana
Un dels punts més importants dels Elements, que configuren la base de la geometria euclidiana, són els cinc axiomes d'Euclides:
1. Per dos punts diferents passa una sola recta.
2. Qualsevol segment pot ser prolongat de manera contínua cap a qualsevol sentit.
3. Existeix una única circumferència amb un centre i radi donats.
4. Tots els angles rectes són iguals.
5. Si una recta secant talla a dues rectes formant a un costat angles interiors, la suma dels quals sigui menor que dos angles rectes; les dues rectes, suficientment allargades es tallaran en el mateix costat.

## LesData[4]
El llibre està format per un seguit de 15 definicions les quals no se centren a construir el que anomenem Geometria Euclidiana si no en donar les eines necessàries per a la interacció que poden tenir els objectes a dins d'aquesta. Les 94 proposicions que en precedeixen es poden dividir en 5 grups. Magnituds, posicions, angles, triangles i cercles. Trobarem bàsicament quatre expressions de les quals en donarem la definició literal que en donà Euclides; «donat amb magnitud...», “es dona una proporció…”, “es dona en posició…”, “donat amb espècie…”.

## Definicions[4]
1. Espais, línies i angles es diu que són donats en magnitud, quan podem assignar iguals a aquests.
2. Una proporció es diu que és donada, quan podem trobar una igual a aquesta.
3. Les figures rectilínies es diu que són donades específicament, quan cadascun dels seus angles és donat i també les proporcions entre els seus costats és donat.
4. Punts, línies i angles es diu que són donats en posició, quan aquests sempre manen al mateix lloc.
5. Un cercle es diu que és donat en magnitud, quan la seva línia recta des del centre (i.e., el seu radi) és donat en magnitud.
6. Un cercle es diu que és donat en posició i en magnitud, quan el seu centre és donat en posició i la seva línia recta des del centre (i.e., el seu radi) és donat en magnitud.
7. Els segments dels cercles es diu que són donats en magnitud, quan l'angle que contenen i les bases dels segments que contenen són donats en magnitud.
8. Segments (de cercles) es diu que són donats en posició i en magnitud, quan els angles que contenen són donats en magnitud i les bases dels seus segments són donats en posició i en magnitud.
9. Una magnitud és major que una altra magnitud per una dona (magnitud), quan, aquesta donada (magnitud) essent extreta de la primera magnitud, el residu és igual a alguna magnitud.
10. Una magnitud és menor que una altra magnitud per una donada (magnitud), quan, aquesta donada (magnitud) essent sumada a la primera, el resultat és igual a alguna magnitud.
11. Una magnitud és major que una altra magnitud per una donada (magnitud) com a proporció, quan, la donada (magnitud) essent restada, el residu té una proporció amb la mateixa (magnitud).
12. Una magnitud és menor que una altra magnitud per una donada (magnitud) com a proporció, quan, la mateixa (magnitud) essent sumada a la primera magnitud, el resultant té una proporció amb la mateixa (magnitud).
13. Una línia recta és (es diu que és) catigmeni (i.e., elevada), quan és dibuixada per sota d'un punt donat en una línia recta (donada) en posició, creant un angle donat.
14. Una línia recta és (es diu que és) anigmeni (i.e., elevada), quan és dibuixada per sobre d'un punt en una línia recta (donada) en posició, creant un angle donat.
15. Una línia recta és (es diu que és) parathesi (i.e., juxtaposada), quan és dibuixada, a partir d'un punt, paral·lela a una altra línia recta (donada) en posició.

## Proposicions[4]
Amb l'objectiu d'aprofundir en la comprensió de les Data hem separat les 94 proposicions en 5 grans blocs. L'ordre d'aquests és clau per al correcte enteniment i comprensió del coneixement que pretén transmetre el llibre.
Per comprendre realment el que ens diu la proposició hem cregut oportú exposar la demostració. A més a més d'aquesta manera podem veure com Euclides utilitza els conceptes per a demostrar-ho.

### Magnituds[4]
- I. Donades dues magnituds, la proporció entre les dues és donada.

Demostració:
Siguin A i B dues magnituds. Diem que la proporció A:B és donada. Comprovem-ho.

Si la quantitat A és donada, és possible assignar una altra magnitud igual a aquesta. Anomenem-la G. Seguidament, com que B és donada, també és possible assignar una altra magnitud D igual a B. Com que la quantitat de A és igual a la quantitat de G i la quantitat B és igual a la quantitat D, llavors A:G=B:D. Permutant els elements, tenim A:B=G:D. Aleshores, la proporció A:B és donada per una proporció igual que ha estat assignada, anomenada G:D.

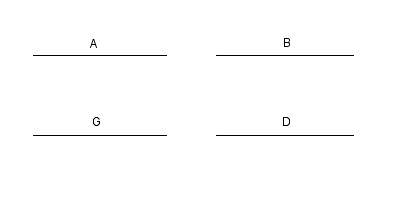
Proposició 1

- II. Si d'una quantitat donada sabem la proporció que té amb una altra quantitat, aquesta segona també és donada.

Demostració:
Aquesta demostració segueix el mateix procés que l'anterior finalitzant amb l'argument de la permutació entre les quantitats. Per a entendre-la, la il·lustració de la primera proposició és totalment vàlida.
- III. Si sumem dues quantitats donades, la quantitat resultant és també donada.

Demostració:
Intuïtivament podem pensar que el resultat és directe, però cal demostrar-lo amb rigor. El que fa Euclides és crear, de la mateixa manera que en les demostracions anteriors, quantitats iguals a les donades. Aleshores com sabem crear una quantitat igual a la suma de les dues quantitats inicials, això significa que la suma de les quantitats inicials és donada.
És a dir, tenim A i tenim B. Per tant, sigui G una quantitat igual que A i D una igual a B. Com que la suma de A i B és la mateixa que G i D. Així, a partir de A i B podem saber la seva suma, ja que l'hem pogut reproduir amb G i D.

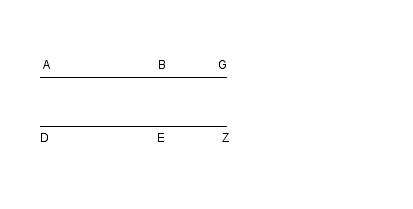
Proposició 3

- IV. Si una determinada quantitat és extreta d'una altra quantitat, la quantitat restant és també donada.

Demostració:
El procés deductiu que utilitza és el mateix que en l'anterior proposició. Per a entendre-la ens podem ajudar de la il·lustració de la proposició 3.
- V. Si tenim la proporció que hi ha entre una quantitat donada i una part d'aquesta, aleshores també tindrem la proporció entre aquesta segona quantitat i el restant de la partició.

Demostració:
Tenim la quantitat AB i la proporció amb una part AG. Sigui DZ una altra quantitat, com que tenim la proporció BA:AG podem assignar-ne una igual fent ZD:DE. Com ZD és donat, aleshores DE també i, per tant, EZ també. Com tenim DZ:ZE i sabem que per la construcció és igual a AB:BG ja hem demostrat el resultat.

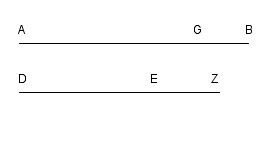
Proposició 5

Hem vist com demostra Euclides aquestes proposicions. De les següents ens limitarem a escriure l'enunciat amb la seva corresponent representació geomètrica.
- VI. Si dues quantitats que tenen una proporció entre elles estan sumades, aleshores la quantitat total també tindrà una proporció per cadascuna de les quantitats originals.

Per entendre-la ens podem ajudar de la il·lustració de la proposició 5.
- VII. Si una determinada quantitat la dividim amb una proporció donada, cadascun dels segments també seran donats.

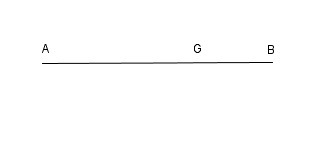
Proposició 7

- VIII. Siguin tres quantitats A, B i G. Si tenim la proporció entre A i B i entre G i B aleshores tindrem la proporció entre a i G.

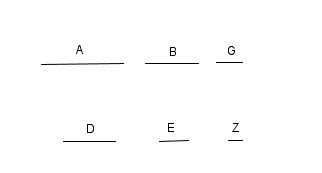
Proposició 8

- IX. Siguin dues o més quantitats amb les corresponents proporcions entre unes i altres. Agafant el mateix nombre de quantitats (essent aquestes diferents de les primeres) aquestes tindran una proporció entre unes i altres.

Aquest primer bloc de teoremes busca caracteritzar algunes relacions molt elementals entre magnituds i proporcions, que serviran com a base per afrontar la resta de demostracions de l'obra. Podem dir que d'aquí en endavant elabora un seguit de proposicions les quals són molt semblants als resultats que ja s'han exposat. Les demostracions que segueixen fins a la 21 segueix centrant-se amb la relació entre magnituds i les seves proporcions, però amb un enfocament lleugerament diferent, i és que s'hi treballa, per primer cop a l'obra, amb les definicions 11 i 12, les quals estan orientades a les proporcions a partir l'addició o sostracció de magnituds.
Una proposició que pot ser d'interès (com a mínim és lleugerament diferent de les altres) és la següent.
- XXIII. Si la totalitat té una determinada proporció amb la totalitat, i si les parts tenen una determinada proporció amb les parts, però no la mateixa, aleshores totes (les quantitats) tindran proporcions determinades amb totes (les quantitats).

Demostració:
Sigui la totalitat AB amb una proporció donada respecte d'una altra totalitat GD i siguin les parts AE i EB amb proporcions respecte de les parts GZ i ZD, però no la mateixa. Aleshores volem veure que totes les quantitats (AB, AE, EB) tindran una proporció determinada respecte de totes les quantitats (GD, GZ, ZD).
Com que la proporció AE:GZ és donada llavors la proporció AB:GI també. La proporció del residu EB amb el residu ZI serà donada. La proporció EB:ZD serà donada. I, aleshores, la proporció ZD:ZI també la tenim. Per conversió tenim la proporció ZD:DI. Com que tenim les proporcions BA:DG i BA:GI, la proporció DG:GI també és donada. Aleshores la proporció GD:DZ és donada. Per tant, GZ:ZD és donada iGZ:AE també. Seguidament veiem que ZD:BE és donada i, per tant, totes les proporcions de les quantitats (AB, AE, EB) entre les quantitats (GD, GZ, ZD) són donades.

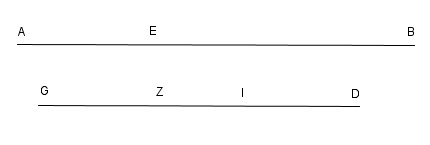
Proposició 23

El teorema 24 introdueix per primer cop les línies rectes (les quals són en realitat el que avui dia coneixem per segments), demostrant que si tres línies tenen la mateixa raó de proporció i ens és donada la proporció de la primera amb la tercera, aleshores també ho serà la proporció amb la segona.

### Posicions[4]
Arribats aquí trobem la proposició XXV, en què canviem lleugerament la perspectiva de l'estudi que estàvem duent a terme. A partir d'aquí Euclides estudia les posicions dels objectes buscant com, a partir de tenir-ne alguns en posició, en podem trobar d'altres definits també en posició.
- XXV. Si dues línies donades en posició intersequen, el punt on s'intersequen també és donat en posició.

Demostració:
Siguin dues línies, AB i GD, donades en posició intersequen en un punt E. Demostrem que el punt E és donat en posició.
Si el punt E no és donat en posició, canviarà la seva posició. Aleshores alguna de les línies AB o GD haurà de canviar de posició. Però cap de les dues canvia de posició. Per tant, el punt E és donat en posició.

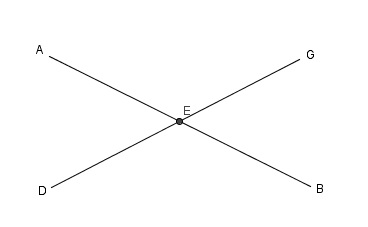
Proposició 25

- XXVI. Si els extrems d'una línia recta són donats en posició, la línia recta també és donada en posició i en magnitud.

Demostració:
Siguin els extrems A i B d'una línia recta donats en posició. Anem a demostrar que la línia recta AB és donada en posició i en magnitud.
Si, amb el punt A romanent al mateix lloc, la posició del segment AB canvia, el punt B també canvia la seva posició. Per tant, com el punt B no canvia, el segment AB tampoc. Aleshores la línia recta AB és donada en posició i en magnitud.

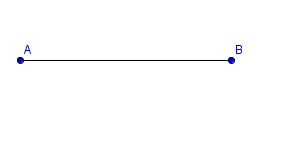
Proposició 26

- XXVII. Si un extrem d'una línia recta donada en posició i en magnitud és donat, aleshores l'altre extrem també és donat.

Demostració:
Si, amb el punt A romanent a la seva posició, el punt B canvia la seva posició, aleshores la magnitud o la posició de la línia recta AB també canviarà. Però com que hem suposat que la posició i la magnitud de AB estan fixades, aleshores el punt B és donat. Per a entendre-la, la il·lustració de la proposició 26 és totalment vàlida.
Tot seguit, els teoremes 28 i el 29 a la següent secció, introdueixen les paral·leles i els angles, respectivament; conceptes que no deixaran d'aparèixer en tota de l'obra.
- XXVIII. Si a través d'un punt donat és dibuixada una línia recta paral·lela a una línia recta donada en posició, la línia recta dibuixada també serà donada en posició.

Demostració:
A través d'un punt A donat dibuixem una línia recta DAE paral·lela a la línia recta BG donada en posició. Volem demostrar que DAE és donat en posició.
Si no és donada en posició, amb el punt A romanent a la seva posició, la posició de la línia recta DAE canviarà. Romanent sempre paral·lela a BG, canviem-la i anomenem-la ZAI. Aleshores la línia recta BG és paral·lela a ZAI. Però BG és paral·lela a DAE. Aleshores la línia recta DAE és paral·lela també a ZAI. Però aquestes s'han de contenir l'una a l'altra, el que és un absurd tal com he plantejat el problema. Per tant, la posició de la línia recta DAE no canvia. Així doncs, DAE és donada en posició.

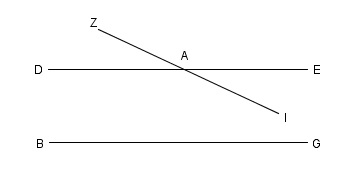
Proposició 28

### Angles[4]
La següent proposició ens parla de com amb l'ajuda dels angles podem començar a definir també objectes donats en posició.
- XXIX. Si des d'una línia recta donada en posició i des d'un punt donat dibuixem una altra línia recta amb un angle determinat. Aleshores aquesta segona recta serà donada en posició.

Demostració:
Des de la línia recta AB donada en posició i des del punt G d'aquesta, dibuixem una línia recta GD amb un angle BGD. Anem a provar que GD és donat en posició.
Si no és donat en posició, amb el punt G romanent en el seu lloc, la posició GD canviarà mantenint la magnitud de l'angle BGD. Deixem doncs que canviï la seva posició i anomenem al nou segment GE. Aleshores l'angle DGB és igual a l'angle EGB, però això és un absurd. Per tant, la posició de la línia recta DG no canviarà i així serà donada en posició.

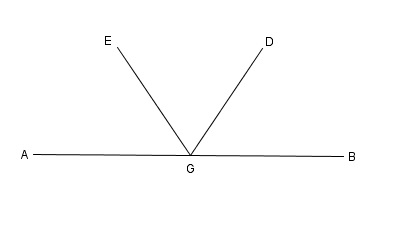
Proposició 29

Cal esmentar que la demostració corresponent al teorema 31, on apareix un segment d'arc de circumferència, deixa clara la importància de les Data com a eina d'anàlisi geomètrica, on són bàsics els dibuixos que acompanyen les demostracions.
La resta de teoremes fins a arribar al 39 estaran enfocats bàsicament als angles generats per la intersecció de línies rectes i a l'estudi de les rectes paral·leles i les proporcions resultants de ser tallades per altres línies.

### Triangles[4]

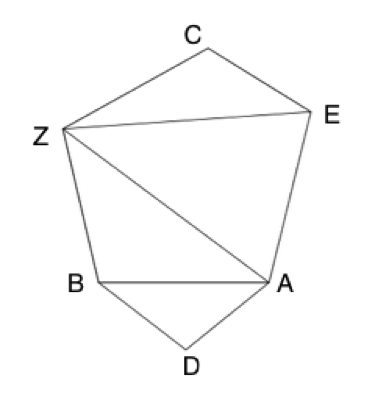
Figura corresponent al teorema 47

La importància d'aquesta secció és remarcable, ja que es tracta del clímax de l'obra on apareixen per primer cop les figures planes. Des de la seva introducció fins al teorema 47, se centra sobretot en triangles i en com obtenir-los en forma a partir dels angles donats i les seves proporcions. Tot seguit introdueix les figures rectilínies, que nosaltres coneixem com polígons, i al teorema 47 en demostra que poden ser sempre dividides en triangles i, en particular, que si una figura rectilínia és donada en forma, aleshores aquesta podrà ser dividida en triangles també donats en forma.
- XXXIX. Si cada costat d'un triangle és donat en magnitud, aleshores el triangle també és donat específicament.

Demostració:
Sigui una recta DM donada en posició, finalitzant en un punt D però essent allargada en el sentit oposat tot el que vulguem. A sobre d'aquesta marquem la línia recta DE de la mateixa magnitud que AB. Com que AB és donat en magnitud, també ho és DE que també és donat en posició. El punt D també és donat i aleshores E també. Fem ara EZ igual que BG. Així, EZ és donat en magnitud i en posició. El punt E és donat i Z també, així podem fer ZI igual a AG. Com que AG és donat, ZI també (en posició). Com el punt Z és donat, aleshores I també. Així, amb el centre E i el radi ED, sigui el cercle DKT. Per tant, DKT és donat en posició. Doncs, amb el centre Z i el radi ZI, descrivim el cercle IKL. Ara el cercle TKD és donat en posició. Aleshores, els punts K, E i Z són donats. Per tant, KE, EZ i ZK estan donats en posició i en magnitud. Finalitzant ja, el triangle KEZ és donat específicament i és igual que el triangle ABG. Concloent doncs, el triangle ABG és donat específicament.

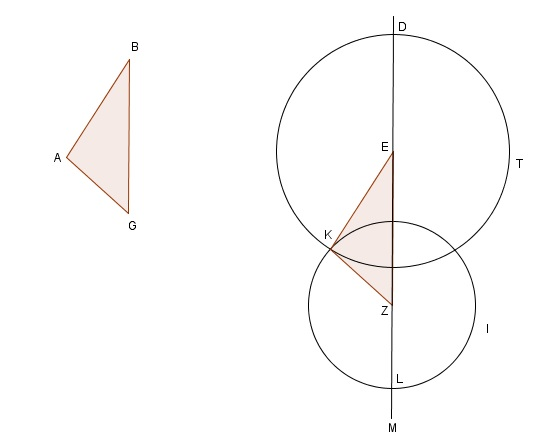
Proposició 39

- XL. Si tots els angles d'un triangle són donats en magnitud, el triangle és donat específicament.

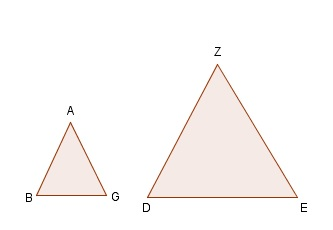
Proposició 40

- XLI. Si un triangle té un angle donat i els costats que comprenen l'angle donat tenen una proporció donada, aleshores aquest triangle és donant específicament.
- XLVII. Les figures rectilínies donades específicament es poden dividir en triangles donats específicament.

Alguna de les proposicions en què es tracta amb paral·lelograms (com també altres figures). Sobretot de com podem determinar el fet que entre ells hi pugui haver una proporció.

Cal esmentar que entre aquestes demostracions ens trobem amb la 56, que estableix una relació de proporcionalitat recíproca entre les dues parelles de costats de dos paral·lelograms equiangulars. Aquest teorema sembla no estar al bon lloc, atès que a les seccions següents no s'utilitza en cap moment i, a més a més, amb el teorema 74 és provat de nou en el cas més general corresponent a paral·lelograms no equiangulars d'angles donats. És per això que es podria pensar que va ser inclòs a posteriori d'alguna altra font.

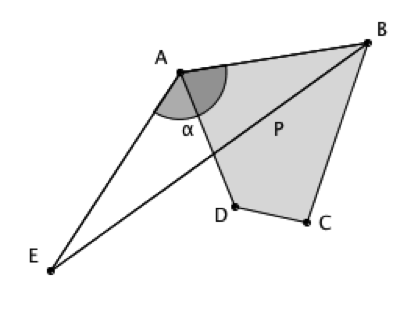
Figura corresponent al teorema 57

En aquest apartat també s'hi demostren cinc teoremes relatius a les àrees. D'una banda, els dos primers estan basats en, donada l'àrea, com podem obtenir figures d'àrees equivalents, com, per exemple, al teorema 57 que diu que, donada l'àrea d'una figura, P, i l'angle, α, amb el que fem passar una línia recta, AE, per un dels seus vèrtexs (A), quina longitud ha de tenir aquesta per tal que l'àrea delimitada pel nou segment amb l'altre costat connectat pel vèrtex sigui igual a l'àrea original, és a dir, perquè l'àrea de AEB(A) sigui igual a l'àrea de P. De l'altra, els darrers capítols fan referència al càlcul de superfícies corresponents a l'ampliació o disminució de la figura original.
- LXX. Si, de dos paral·lelograms, els costats que comprenen els angles iguals o desiguals però aleshores amb una proporció determinada entre aquests angles, aquests paral·lelograms tindran una proporció entre ells.

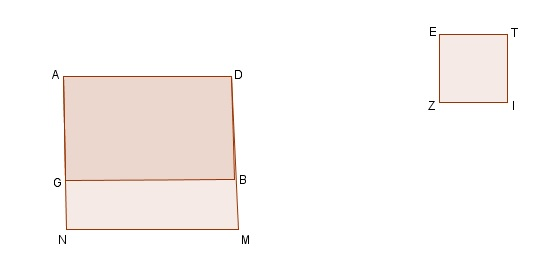
Proposició 70

- LXXVII. Si dues figures donades específicament tenen una proporció determinada entre elles, la proporció entre qualsevol costat d'una i qualsevol costat de l'altra també serà donada.

### Cercles[4]
- LXXXVII. Si en un cercle donat en magnitud hi dibuixem una línia recta creuant un segment que conté un angle donat, aquesta línia dibuixada és donada en magnitud.

Demostració:
Al cercle ABG donat en magnitud, sigui dibuixada una línia recta AG creuant el segment AEG que conté un angle donat. Anem a demostrar que AG és donat en magnitud.
Sigui pres el punt D com a centre de la circumferència i sigui AD estès fins a E i siguin units els punts G i E. Aleshores l'angle AGE és donat, ja que és un angle recte (fet que hauríem de comprovar). L'angle AEG també és donat. Per tant, el GAE també. Així doncs el trianle AGE és donat específicament. Aleshores la proporció EA:AG és donada. Però EA és donat en magnitud, ja que el cercle també ho és. Per tant, AG és donat en magnitud.

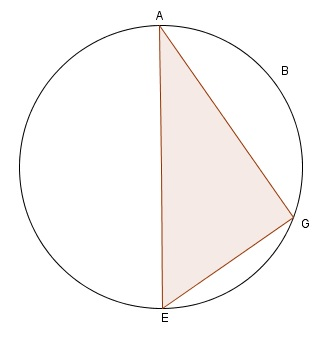
Proposició 87

- XCIV. Des del diàmetre d'un cercle donat en posició es pren un punt qualsevol. Des d'allà tracem una línia recta que creui el cercle, des d'aquell punt d'intersecció de la línia amb el cercle és traçada una perpendicular a aquesta i des del punt on la perpendicular talla a la circumferència és dibuixada una altra perpendicular. Aleshores al punt on l'última perpendicular talla el diàmetre és donat i el rectangle contingut per la primera línia recta i l'última perpendicular serà donat.

Demostració:
Al diàmetre BG del cercle ABG donat en posició sigui pres un punt D i des d'aquest fins al cercle sigui dibuixada una línia recta qualsevol DA, i des del punt A sigui dibuixada una línia recta AE essent perpendicular a DA, a través de E sigui dibuixada una línia recta EZ paral·lela a DA. Anem a demostrar que el punt Z és donat i que l'espai AD X EZ també ho és.
Sigui la línia recta EZ estesa fins a T i siguin units els punts A i T. Com que <TEA és un angle recte, TA és el diàmetre del cercle ABG (fet força interessant). Però BG és també el diàmetre. Aleshores I és el centre del cercle ABG. Aleshores el punt I és donat. Ara D també és donat. Per tant, DI és donat en magnitud. Com que AD és paral·lel a ET i TI=IA, aleshores DI=IZ i AD=ZT. Però DI és donat. Així doncs ZI és donat. Però també és donat en posició. Aleshores tant IZ com ID són donats i I és donat. Per tant, Z és també donat. Com que el cercle ABG és donat en posició, el punt donat Z és deduït i EZT és dibuixat. Així doncs EZ X ZT és donat. Però TZ=DA. Concloent així que AD X EZ és donat.
Les Data acaben així:

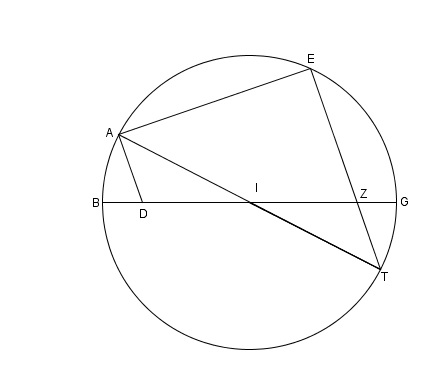
Proposició 94

“Explicit liber de datis magnitudinibus”